# La Dame aux œillets
Ne doit pas être confondu avec La Dame aux camélias.
La Dame aux œillets (Lady with Carnations) est un roman britannique de A. J. Cronin paru en feuilleton dans le magazine Good Housekeeping en 1935, puis publié en France en 1941 et à Montréal en 1943. 

## Résumé
Une antiquaire anglaise renommée, Katharine Lorimer, qui a tout sacrifié pour réussir dans sa vie professionnelle, a acquis une miniature de Hans Holbein, connue comme La Dame aux œillets, en espérant la revendre à un riche Américain. Elle a pour toute famille sa nièce Nancy, qu'elle aime beaucoup et qui veut devenir actrice. 
Nancy lui présente son fiancé américain, Chris Madden. Katharine s'intéresse de moins en moins à la vente de sa miniature et tombe amoureuse de Chris. Qu'est-ce qui va l'emporter, son amour pour Chris ou sa tendresse pour Nancy ?

## Analyse
Ce roman d'amour, qui a pour cadre la bonne société britannique des années 1930, est en général considéré comme une œuvre mineure dans la production de Cronin. Le magazine dans lequel il est paru initialement montre qu'il visait un public féminin.